# Lijst van beschermd erfgoed in Anderlues
Onderstaande tabel geeft een overzicht van de beschermde erfgoederen in de gemeente Anderlues. Het beschermd erfgoed maakt deel uit van het cultureel erfgoed in België.
| Object                   | Bouwjaar/architect | Deelgemeente | Adres | Coördinaten                   | Nummer?                | Afbeelding               |
| ------------------------ | ------------------ | ------------ | ----- | ----------------------------- | ---------------------- | ------------------------ |
| Kerk Saint-Médard: toren |                    | Anderlues    |       | 50° 24' 27" NB, 4° 16' 12" OL | 56001-CLT-0001-01 Info | Kerk Saint-Médard: toren |